# ルクマーン
ルクマーンはクルアーンに登場する賢者ルクマーンの名前にちなむアラブ人、イスラーム教徒の男性名。

## 概要
アラビア語では لقمان（Luqmān, ルクマーン）で、元々は「（非常に）早食いな（男）」の意味。賢者ルクマーンについては非常に大食い・早食いだったことからその名で呼ばれるようになったとの説がある。
アラブ人ならびにイスラーム教徒家庭では英智に富み唯一神アッラーへの信仰が厚かった賢者ルクマーンにあやかって命名される名前となっている。そのためアラビア語ネーム・ムスリムネーム検索サイト等では本来の「（非常に）早食いな男」ではなく「賢い」というあやかった人物の属性の方を名前の意味で掲載していることがある。
英字ではLuqmaan、Luqman以外に口語風発音のロクマーンに即したLoqmaan、Loqmanや発音が似たkに置き換えたLukmaan、Lukman、Lokmaan、Lokmanなどの表記が混在している。
日本語のカタカナ表記でルクマーン、ルクマン、ロクマーン、ロクマンとなっているアラブ名、イスラーム名はこのルクマーンの読みがなのバリエーションとなっている。

## 有名人物
- ルクマン・ハルナ（Lukman Haruna）：ナイジェリア出身サッカー選手。